# 第8屆香港電影金紫荊獎
第8屆香港電影金紫荊獎於2003年3月29日在九龍灣國際展貿中心三樓展覽廳舉行，由香港影評人協會主辦。

## 提名及獲獎名單
注：粗體字代表名單為獲獎
| 獎項         | 名單                     |
| 最佳影片     | 走火槍                   |
| 最佳影片     | 英雄                     |
| 最佳影片     | 無間道                   |
| 最佳導演     | 許鞍華（男人四十）       |
| 最佳導演     | 陳果（香港有個）         |
| 最佳導演     | 張藝謀（英雄）           |
| 最佳導演     | 趙良駿（金雞）           |
| 最佳導演     | 劉偉強、麥兆輝（無間道） |
| 最佳男主角   | 梁朝偉（無間道）         |
| 最佳男主角   | 黎明（三更之回家）       |
| 最佳男主角   | 張學友（男人四十）       |
| 最佳男主角   | 劉德華（無間道）         |
| 最佳女主角   | 李心潔（見鬼）           |
| 最佳女主角   | 吳君如（金雞）           |
| 最佳女主角   | 梅艷芳（男人四十）       |
| 最佳女主角   | 張曼玉（英雄）           |
| 最佳男配角   | 杜汶澤（無間道）         |
| 最佳男配角   | 黃秋生（無間道）         |
| 最佳男配角   | 曾志偉（無間道）         |
| 最佳女配角   | 林嘉欣（男人四十）       |
| 最佳女配角   | 原麗淇（三更之回家）     |
| 最佳女配角   | 章子怡（英雄）           |
| 最佳編劇     | 麥兆輝、莊文強（無間道） |
| 最佳編劇     | 岸西（男人四十）         |
| 最佳編劇     | 陳果（香港有個）         |
| 最佳編劇     | 技安（天下無雙）         |
| 最佳編劇     | 鄒凱光、趙良駿（金雞）   |
| 最佳攝影     | 杜可風（三更之回家）     |
| 最佳攝影     | 杜可風（英雄）           |
| 最佳攝影     | 劉偉強、黎耀輝（無間道） |
| 最佳獨立短片 | 流離飯盒                 |
| 最佳獨立短片 | E=MC2                    |
| 最佳獨立短片 | 蒲公英                   |